# Schoretits Mihály
Schoretits Mihály (Shoretits) (Horvátzsidány/Cinfalva, 1741. szeptember 2. – Buda, 1786. március 3.) magyar orvos, fizikus, egyetemi tanár.

## Életpályája
Orvosi oklevelét Bécsben szerezte 1765-ben. Ezután a katonai kórház asszisztense lett. Visszatért Magyarországra és Veszprém vármegye tisztiorvosa lett. 1770–1784 között a nagyszombati, illetve pesti egyetemen a kórtan és az orvosi gyakorlat tanára, 1783–1784 között rektor; 1780-ig a bölcsészeti kar igazgatója is volt.
Kiváló oktató volt, de jelentős szakirodalmi tevékenységet nem fejtett ki. 